# Condorman
Condorman (Brasil: Condorman - O Homem-Pássaro) é um filme britânico de 1981, dos gêneros comédia, ação e espionagem, dirigido por Charles Jarrott.

## Elenco
- Michael Crawford ... Woody
- Oliver Reed ... Krokov
- Barbara Carrera ... Natalia
- James Hampton ... Harry
- Jean-Pierre Kalfon ... Morovich
- Dana Elcar ... Russ
- Vernon Dobtcheff ... Agente russo
- Robert Arden ... Chefe da CIA